# René Bansard
 (août 2013).
Si vous disposez d'ouvrages ou d'articles de référence ou si vous connaissez des sites web de qualité traitant du thème abordé ici, merci de compléter l'article en donnant les références utiles à sa vérifiabilité et en les liant à la section « Notes et références ».
Pour les personnes ayant le même patronyme, voir Bansard.
René Bansard, né le 20 octobre 1904 à Grandcamp-les-Bains et mort le 26 novembre 1971 à Saint-André-de-Messei, est un écrivain français.

## Biographie
Fils d’un commerçant de Laval, il fait ses premières études à la Psalette puis passa à l’Immaculée-Conception de Laval où il reste jusqu’en 1923. 
D’abord employé de banque puis commerçant à La Ferté-Macé, autodidacte, archéologue, historien, collectionneur, peintre, il a laissé une œuvre considérable de notes et travaux divers non publiés déposés en 1974 par Georges Bertin, promoteur de son œuvre depuis 1967, à la Bibliothèque universitaire de Caen (le fonds René-Bansard) et qui ont servi de points de départ à de nombreux travaux érudits. Il est mort dans un accident de voiture.
René Bansard s’intéressait beaucoup à l’archéologie préhistorique de la région, puisant dans les inventaires établis par les auteurs du XIXe siècle des informations qu’il s’empressait d’aller vérifier sur le terrain. Il en revenait souvent abattu, après des journées entières passées sur son Solex dans des chemins aux ornières impossibles, pestant contre les nécessités de l’agriculture moderne qui avaient modifié le paysage, parfois bouleversé mégalithes et ateliers anciens. Il n’est guère dans tout l’Ouest de site ou d’atelier préhistorique qu’il n’ait alors visité. 
Le passionnaient également les traces laissées dans la région des marches par les légions romaines, lors de leur occupation puis de leur retraite. Il ne négligeait alors aucune hypothèse pour tenter de reconstituer le tracé des voies romaines et des antiques pagi gallo-romains et ceci ne fut pas sans influer sur sa théorie des origines de la Matière de Bretagne dans cette région des Marches de l’Ouest, dans ce pays de Grandes Merveilles dont le triangle Rennes-en-Grenouilles, Saint-Fraimbault de Lassay et Thubeuf forment à jamais le centre symbolique.
Au cœur des mystères de l’Imaginaire arthurien qui ne devaient plus le quitter, s’y référant jour et nuit, c’est en effet dans ce pays  –encore appelé le « Pays des déserts »- qu’il avait eue une première confrontation avec les terribles secrets qui devaient le conduire jusqu’à la tombe.
Émule, sans l’avoir connu, de l’illustre savant Jean Frappier, au contraire des étudiants qui, écoutant le maître dans ses années d’enseignement en Sorbonne sur l’origine des romans du Graal, négligeaient d’aller travailler ses hypothèses sur le terrain, René Bansard avait chaussé bottes et guêtres pour se lancer dans nombre d’explorations graaliques à travers monts, forêts, marécages, roselières, sentiers et landes aux marches de France, de Gaule, de Bretagne, petite et grande, en Cornouailles et ceci peut-être parce qu’il était naguère passé non loin de la Navarre, en tout cas dans le massif des Corbières, voire dans le Razés, comme on le verra.
Doué d’intuitions passionnantes qu'il tentera de vérifier sa vie entière sur le terrain et ne puisant aux meilleures sources savantes, René Bansard réunissait en sa personne les qualités d’un chercheur scrupuleux, soucieux de vérifier constamment ses informations aux sources mêmes, négligeant les ouvrages et sources de seconde main, (c’est ainsi qu’il aurait appris seul le haut allemand pour lire le Lanzelet de Ulrich Von Zatzikowen dans le texte[réf. nécessaire]) avec une grande audace dans l’interprétation soutenue par une sorte d’identification permanente aux sujets étudiés. Le personnage de Lancelot du Lac, le meilleur chevalier du monde, formait à tel point le pivot de sa recherche et de ses préoccupations que Georges Bertin se rappelle l’avoir vu signer « Lancelot »  le livre d’or d’une abbaye de la Manche visitée avec lui (Blanchelande).
Guidé par une sorte d’auto mythanalyse totalement inconsciente, il trouvait aussi dans l’étude arthurienne ce souverain remède contre les dégoûts dont parle Montaigne.
Un troisième niveau de significations doit également être interrogé dans son parcours constamment mêlé aux deux précédents, ésotérique celui-là, car il s’agit bien, nous le verrons d’initiation chevaleresque singulièrement actualisée en plein cœur du XXe siècle dans une lutte constante entre les adeptes d’une lecture régressive des écrits graaliques et ceux qui les restituent dans toute leur ampleur instauratrice.
La symbolique arthurienne fondée sur un mythe pan européen faisait d’autant plus sens pour lui qu’elle était venue à chacune des étapes importantes de son existence en perturber le cours, l’acculant de coïncidences en signes parfois au prix de bien des épreuves à une révélation insigne, si ce n’est saintisme, en tout cas éminemment symbolique.
Un film, des expositions ont été organisés pour commémorer ses travaux, ainsi qu’une association, fondée en 1973 par Georges Bertin, et d’abord nommée « Les amis de René Bansard » puis présidée par JC Payen, de 1980 à 1983, sous le nom de « Présence et recherche du Graal ». Aujourd’hui l’association se nomme Cercle d’études normand d’anthropologie (CENA), les amis arthuriens de René Bansard http://cena12.fr L’association publie une revue Herméneutiques sociales, et organise à Lassay-les-Châteaux, chaque année, des colloques et journées d’études sur le thème de l’enracinement et de la réception de la légende arthurienne aux marches de Normandie, du Maine et  de Bretagne et sur des thèmes arthuriens. Elle anime aussi un circuit culturel et touristique classé en 1991 par le gouvernement et qui présente les lieux du bocage normand et du Maine en rapport avec le légendaire arthurien au pays des fées (Broleanez).

## Publications
- La Légende arthurienne et la Normandie. (Hommage à René Bansard.) Présenté par Jean-Charles Payen. Condé-sur-Noireau, Éditions Charles Corlet, 1983.
- Les Romans de la Table Ronde, la Normandie et au-delà, hommage à JC Payen collectif dirigé par Michel Pastoureau, Condé-sur-Noireau, Corlet, 1987.
- Georges Bertin, Guide des chevaliers de la Table Ronde en Normandie. Corlet 1990. La quête du saint Graal et l'imaginaire, Condé-sur-Noireau, Corlet, 1997.
- Promenades en Normandie avec Lancelot du Lac, Condé-sur-Noireau, Corlet, 1991. "La Pierre et le Graal", Vega, 2008

Et le Nouveau Guide arthurien Normandie Maine, Corlet, 2011 ' présentation de 32 sites liés à la Légende arthurienne aux Marches de Maine, Normandie et Petite Bretagne.